# Atherix maroccana
Atherix maroccana är en tvåvingeart som beskrevs av Seguy 1930. Atherix maroccana ingår i släktet Atherix och familjen bäckflugor. Inga underarter finns listade i Catalogue of Life.